# Nkomazi Local Municipality
Nkomazi (englisch Nkomazi Local Municipality) ist eine Lokalgemeinde im Distrikt Ehlanzeni der südafrikanischen Provinz Mpumalanga. Der Verwaltungssitz der Gemeinde befindet sich in Malalane (ehemals Malelane). Bürgermeister ist Johan Musa Mkhatshwa.
Die Gemeinde ist nach dem Fluss Komati benannt, der durch das Gemeindegebiet fließt. Das Wort stammt aus der isiZulu-Sprache und meint „eine Kuh“. Auch hat die Gemeinde Anteil am Kruger-Nationalpark.

## Städte und Orte
| - Boschfontein - Driekoppies - Embhojeni - Emjejane - Emtfuntini - Hlengesha - Kaapmuiden - KaSibhejane (Block B) | - Kamaqhekeza - KaMatsamo - Kamhlushwa - Komatipoort - KwaMandulu - KwaZibukwane (Block A) - Madaneni - Magogeni - Esibayeni (Block C) | - Magudu - Malalane - Mangweni - Masibekela - Marloth Park - Mbuzini - Mgobode - Mhlambanyatsi | - Middelplaas - Mzinti - Ngwenyeni - Ntunda - Phiva - Sihlangu - Sibange - Sibayeni | - Sidlamafa - Tonga - KaMdladla |

- Dludluma

## Bevölkerung
Im Jahre 2011 hatte die Gemeinde 393.030 Einwohner in 96.202 Haushalten auf einer Fläche von 4786,86 km². Davon waren zu 97,7 % schwarz und zu 1,6 % weiß. Erstsprache war zu 88 % Siswati, zu 6,7 % Xitsonga, zu 1,4 % Afrikaans und zu 1,1 % Englisch.